# ستيفاني فون فيتين
ستيفاني فون فيتين هي ممثلة كندية، ولدت في 25 نوفمبر 1973 بفانكوفر في كندا.

## أعمال

### مسلسلات
- الرجل في القلعة العالية
- إن سي آي إس
- ميامي

## وصلات خارجية
- ستيفاني فون فيتين على موقع IMDb (الإنجليزية)
- ستيفاني فون فيتين على موقع ألو سيني (الفرنسية)
- ستيفاني فون فيتين على موقع أول موفي (الإنجليزية)
- ستيفاني فون فيتين على موقع قاعدة بيانات الأفلام السويدية (السويدية)
- ستيفاني فون فيتين على موقع قاعدة بيانات الفيلم (الإنجليزية)
- ستيفاني فون فيتين على موقع كينوبويسك (الروسية)